# 烏克蘭書籍協會
烏克蘭書籍協會（羅馬化：Ukrainskyi instytut knyhy）是烏克蘭的一個公營機構，於2016年成立，隸屬於烏克蘭文化部，其業務為推廣國內的書籍閱讀、促際書籍的出版與翻譯、以及在國外推廣烏克蘭文學。

## 歷史
烏克蘭書籍協會於2016年成立，由作家、文學評論家羅斯蒂斯拉夫·塞姆基夫擔任首任代理會長。2017年6月協會選出首名會長特蒂亞娜·特倫。捷列恩任會長半年後離職，2018年7月協會選出奧歷山德拉·科瓦利為新任會長，於同年12月正式上任，柯娃爾曾任非政府組織「出版者論壇」（Форум видавців）的會長，曾負責舉辦烏克蘭最大型的書展利維夫書展。

## 活動

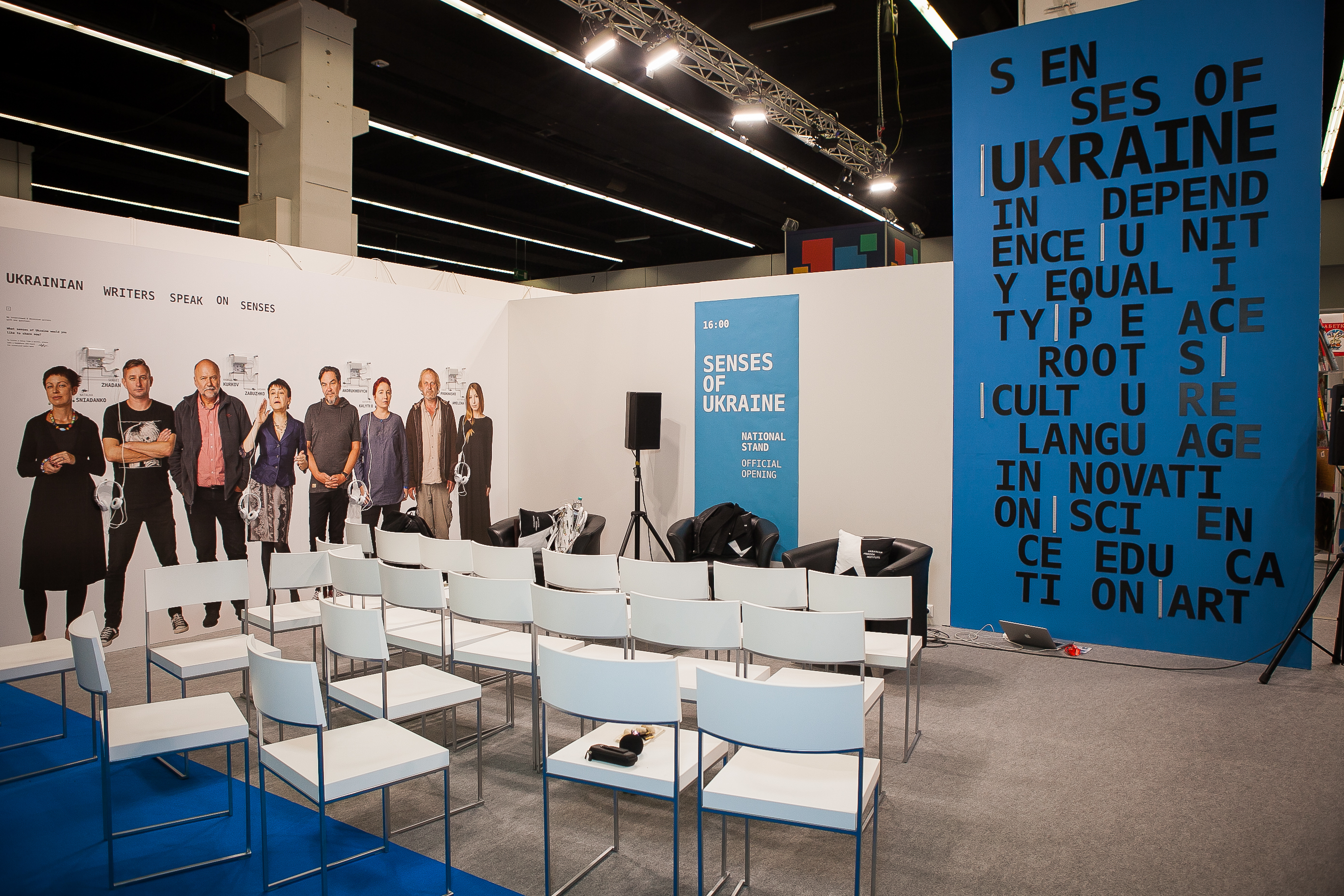
2018年法蘭克福書展中烏克蘭書籍的展位

烏克蘭書籍協會在國內外舉辦過多次活動，包括在烏克蘭國內的多次論壇與講座、與其他組織合辦的計畫，以及在法蘭克福書展和布拉格書展組織烏克蘭書籍的展位。